# Гай Сульпиций Гальба (понтифик)
Гай Сульпиций Га́льба (лат. Gaius Sulpicius Galba; умер в 199 году до н. э.) — римский политический деятель из патрицианского рода Сульпициев, понтифик с 202 года до н. э.

## Биография
Гай Сульпиций принадлежал к знатному патрицианскому роду. Предположительно он был сыном двукратного консула Публия Сульпиция Гальбы Максима. В 202 году до н. э. Гальба был избран членом жреческой коллегии понтификов вместо умершего Тита Манлия Торквата. Он умер спустя три года, не успев получить ни одну из высших магистратур Римской республики.
У Гая Сульпиция был сын того же имени, претор в 171 году до н. э.